# Формигер
Формигер (фр. Formiguères) насеље је и општина у јужној Француској у региону Лангдок-Русијон, у департману Источни Пиринеји која припада префектури Прад.
По подацима из 2011. године у општини је живело 414 становника, а густина насељености је износила 8,83 становника/km². Општина се простире на површини од 46,88 km². Налази се на средњој надморској висини од 1500 метара (максималној 2.808 m, а минималној 1.428 m).

## Демографија
| 1962. | 1968. | 1975. | 1982. | 1990. | 1999. | 2011. |
| ----- | ----- | ----- | ----- | ----- | ----- | ----- |
| 353   | 370   | 313   | 312   | 357   | 434   | 414   |

График промене броја становника у току последњих година